# اسقف‌نشین شفیلد
اسقف‌نشین شفیلد (انگلیسی: Diocese of Sheffield) بخشی تشکیل دهنده از استان یورک کلیسای انگلستان در کشور انگلستان است. این اسقف‌نشین که در سال ۱۹۱۴ میلادی توسط جرج پنجم تأسیس شده‌است شامل ۲۲۱ کلیسا می‌باشد و مرکز آن کلیسای جامع شفیلد است.